# Stefan Vuk III Kotromanić
Stefan Vuk Vladislavić Kotromanić poznat kao Stefan Vuk III Kotromanić i kao samo Stefan kako ga je tada nazvao papa u pismu ugarskog kralja Lajoša I 1366. godine. (Srebrenik 1345 - nepoznato, 1375) je bio vladar samostalne Bosanske države. Bio je sin Vladislava Kotromanića i Jelene Šubić. Postavljen je na vlast nakon pobune protiv njegovog starijeg brata, bana Tvrtka, 1366. godine. Već sljedeće godine njegov brat je vraćen na vlast.

## Biografija
Vuk je rođen 1345. godine najvjerovatnije u Bobovcu ili Srebreniku. Pored Vuka Vladislav i Jelena su imali još jedno sigurno djete: Stefana Tvrtka, kralja Bosne
Vuk je bio mlađi, sin što bi značilo da je Tvrtko bio stariji. Ali neki Vladislavu i Jeleni pripisuju još dvije kćerke:
- Katarinu Celjsku
- Mariju Helfenštajnsku

Treba navesti da je Vuk možda imao vanbračnog polubrata Dabišu Starog.
Vuk je 1366. godine uz pomoć bosanskog plemstva zabacio svog starijeg brata Tvrtka s položaja bana. Stefan Tvrtko i njegova majka Jelena pobijegli su na ugarski dvor kod kralja Lajoša I Velikog. Već sljedeće godine Tvrtko je vraćen na vlast zahvljujući Lajošu. Vuk se posljedni put spominje 8. decembra 1374. godine na vjenčanju Tvrtka I njegove buduće supruge Droteje Doroslave Bdinsko - Bugarske. Neki smatarju da je Vuk Banić bio sin Vuka , dok neki misle da je taj Vuk vanbračni sin Tvrtka.

## Literatura
- Glušac, Vaso (1924). „Srednjovekovna ‘bosanska crkva’”. Prilozi za književnost, jezik, istoriju i folklor. 4.
- Erdujhelji, Melhior (1897). „Tvrtko bán és János kanonok cselszövénye”. Századok. 31.
- Dinić, Mihailo (1932a). „O krunisanju Tvrtka I za kralja”. Glas Srpske kraljevske akademije. 147.
- Malkolm, Noel (2011). Bosna. Kratka povijest. Sarajevo.
- Radojčić, Nikola (1948). Obred krunisanja bosanskog kralja Tvrtka I. Beograd.
- Ruvarac, Ilarion (1894a). „Banovanje Tvrtka bana 1353—1377”. Glasnik Zemaljskog muzeja u Bosni i Hercegovini. 6.
- Ћирковић, Сима (1964). Историја средњовековне босанске државе. Београд: Српска књижевна задруга.
- Ћоровић, Владимир (1940). Хисторија Босне. Београд: Српска краљевска академија.

| Prethodnik: Tvrtko I Kotromanić | Ban Bosne 1366—1367 | Nasljednik: Tvrtko I Kotromanić |